# Síndrome de Kounis
El síndrome de Kounis, también conocido como angina alérgica, se define como un síndrome coronario agudo causado por una reacción alérgica o una fuerte reacción inmunitaria a un fármaco u otra sustancia.
Se define como la concurrencia de síndromes coronarios agudos (que incluyen espasmo coronario, infarto agudo de miocardio y trombosis del stent) con la activación de mastocitos y plaquetas en el marco de reacciones alérgicas o de hipersensibilidad y anafilácticas o anafilactoides.

## Causas
Se han encontrado numerosas causas que provocan el síndrome de Kounis y su número está aumentando rápidamente. Entre las causas que pueden desencadenarlo se incluyen ciertos alimentos, una gran variedad de medicamentos y factores ambientales.
Los fármacos que pueden ocasionarlo incluyen analgésicos como la aspirina y la dipirona, anestésicos, múltiples antibióticos, anticoagulantes como la heparina y la lepirudina, trombolíticos, terapia antiplaquetaria como el clopidogrel, antineoplásicos, glucocorticoides, AINEs, inhibidores de la bomba de protones y desinfectantes de la piel. Otros medicamentos comunes incluyen el alopurinol, enalapril, losartán o la insulina.
También se ha encontrado que la colocación de stents coronarios, un procedimiento común utilizado en pacientes con enfermedades de las arterias coronarias, es una posible causa. 
La exposición ambiental a la hiedra venenosa, la hierba, el látex y la nicotina puede contribuir a su aparición así como las picaduras de arañas, serpientes, escorpiones, hormigas rojas y medusas.

## Síntomas
Se asocian síntomas de un síndrome coronario agudo con reacciones alérgicas.

## Tratamiento
El tratamiento es el de la enfermedad coronaria y el de los síntomas de alergia si se presentan con corticosteroides (hidrocortisona) o antihistamínicos (difenhidramina).

## Historia
Este síndrome fue descrito por primera vez en 1991 por Kounis y Zavras como la aparición simultánea de eventos coronarios agudos y reacciones alérgicas anafilácticas o anafilactoides.